# Сохоцино-Бадуркі
Сохоцино-Бадуркі (пол. Sochocino-Badurki) — село в Польщі, у гміні Бульково Плоцького повіту Мазовецького воєводства.
Населення — 122 особи (2011).
У 1975-1998 роках село належало до Плоцького воєводства.

## Демографія
Демографічна структура станом на 31 березня 2011 року:
|          | Загалом | Допрацездатний вік | Працездатний вік | Постпрацездатний вік |
| -------- | ------- | ------------------ | ---------------- | -------------------- |
| Чоловіки | 64      | 14                 | 43               | 7                    |
| Жінки    | 58      | 11                 | 33               | 14                   |
| Разом    | 122     | 25                 | 76               | 21                   |